# Altopiano della Lena e dell'Angara
L'altopiano della Lena e dell'Angara (in russo Лено-Ангарское плато Leno-Angarskoe plato) è una pianura elevata nel sud-est dell'altopiano siberiano nel territorio dell'oblast' di Irkutsk. È uno spartiacque dei fiumi Lena e Angara. 

## Geografia
L'altopiano si trova nella parte centrale dell'oblast' di Irkutsk tra i fiumi Angara e Kirenga (un affluente della Lena), a nord di Irkutsk. Si estende su una superficie di circa 20 000 km²; ha una lunghezza di 600 km, per 380 km di larghezza. L'altezza va dai 1085 m (a sud) ai 500 m (a nord). L'altopiano è separato dalle catene del Bajkal della cosiddetta depressione Cisbajkal (Предбайкальская Впадина, Predbajkal'skaja Vpadina), la cui larghezza raggiunge i 100 km.
In generale, l'altopiano non è molto popolato. I più grandi insediamenti sono le città di Ust'-Kut, Kirensk, Železnogorsk-Ilimskij, e i villaggi di Žigalovo e Kačug. La vegetazione è quella tipica della taiga con boschi di larici e pini.

## Geologia
L'altopiano è composto da rocce carbonatiche del Cambriano e dell'Ordoviciano: calcari, arenarie, rocce cristalline. Ci sono depositi di ferro e minerali di rame, sale, gesso, talco e mica.